# XXXVIII edició dels Premis Ariel
La XXXVIII edició dels Premis Ariel, organitzada per l'Acadèmia Mexicana d'Arts i Ciències Cinematogràfiques (AMACC), es va celebrar el 22 de juliol de 1996 a Ciutat de Mèxic per celebrar el millor del cinema durant l'any anterior. Durant la cerimònia, l’AMACC va lliurar el premi Ariel a 26 categories en honor de les pel·lícules estrenades el 1995.

## Premis i nominacions
Nota: Els guanyadors estan llistats primer i destacats en negreta. ⭐
| Millor pel·lícula - Sin remitente ⭐ - Dulces compañías - Entre Pancho Villa y una mujer desnuda - La reina de la noche | Millor direcció - Carlos Carrera – Sin remitente ⭐ - Oscar Blancarte – Dulces compañías - José Luis García Agraz – Salón México - Daniel Gruener – Sobrenatural - Alberto Isaac – Mujeres insumisas |
| Millor actor - Fernando Torre Lapham – Sin remitente ⭐ - José Alonso – Mujeres insumisas - Bruno Bichir – El anzuelo - Roberto Cobo – Dulces compañías - Ramiro Huerta – Dulces compañías                                                 | Millor actriu - Patricia Reyes Spíndola – La reina de la noche ⭐ - Angélica Aragón – Sucesos distantes - Diana Bracho – Entre Pancho Villa y una mujer desnuda - Ana Ofelia Murguía – El anzuelo - Patricia Reyes Spíndola – Mujeres insumisas |
| Millor coactuació masculina - Damián Alcázar – El anzuelo ⭐ - Jesús Ochoa – Entre Pancho Villa y una mujer desnuda - Héctor Bonilla – Doble indemnización - Guillermo Gil – Sin remitente - Manuel Ojeda – Salón México                   | Millor coactuació femenina - Ana Ofelia Murguía – La reina de la noche ⭐ - Delia Casanova – Sobrenatural - Lourdes Elizarrarás – Mujeres insumisas - Blanca Guerra – Salón México - Gina Morett – Sin remitente - Regina Orozco – Mujeres insumisas - Leticia Perdigón – Doble indemnización |
| Millor actor de repartiment - Luis Felipe Tovar – Sin remitente ⭐ - Arturo Alegro – La reina de la noche - Juan Claudio Retes – Mujeres insumisas - Mario Iván Martínez – Sucesos distantes                                               | Millor actriu de repartiment - Margarita Isabel – Mujeres insumisas ⭐ - Zaide Silvia Gutiérrez – Entre Pancho Villa y una mujer desnuda - Ana Ofelia Murguía – Morena - Lolo Navarro – El anzuelo - Gina Morett – Salón México |
| Millor argument original - La línea paterna – José Buil ⭐ - El Anzuelo – Ernesto Rimoch - La reina de la noche – Paz Alicia Garciadiego - Mujeres insumisas – Alberto Isaac                                                               | Millor guió adaptat - La línea paterna – José Buil basat en la seva història original ⭐ - Dulces compañías – Oscar Blancarte basat en l’obra Un Misterioso Pacto i Bajo el Silencio d’Óscar Liera - Mujeres insumisas – Alberto Isaac de la seva història original - La reina de la noche – Paz Alicia Garciadiego basat en la seva història original - Sin remitente – Ignacio Ortíz Cruz i Silvia Pasternac basat en l’obra La Carta de Amor per Paula Markovitch |
| Millor fotografia - Sobrenatural – Rodrigo Prieto ⭐ - Mujeres insumisas – Toni Kuhn - Salón México – Carlos Marcovich - Sin remitente – Xavier Pérez Grobet - Sucesos distantes – Carlos Marcovich                                        | Millor edició - Mujeres insumisas – Carlos Savage ⭐ - El anzuelo – Sigfrido Barjau - La línea paterna – José Buil - La reina de la noche – Rafael Castanedo - Sin remitente – Sigfrido Barjau |
| Millor escenografia - La reina de la noche – José Luis Aguilar ⭐ - Mujeres insumisas – Teresa Pecanins - Salón México – Carmen Giménez Cacho - Sin remitente – Gloria Carrasco                                                            | Millor banda sonora - Dulces compañías – Oscar Reynoso ⭐ - La reina de la noche – Lucía Álvarez - Sucesos distantes – Eduardo Gamboa - Sin remitente – Juan Cristobal Pérez Grobet |
| Millor tema musical - Dulces compañías – María Eugenia Castillejos ⭐ - La reina de la noche – Lucía Álvarez i Paz Alicia Garciadiego - El anzuelo – Juan Cristobal Pérez Grobet i Luis Ernesto Martínez - Sobrenatural – Gabriel González | Millor so - Sobrenatural – Gabriel Romo, Miguel Sandoval i Rogelio Villanueva ⭐ - Dulces compañías – Miguel Sandoval - Salón México – Nerio Barberis i Samuel Larson - Sin remitente – Nerio Barberis i Salvador de la Fuente - Sucesos distantes – Salvador de la Fuente |
| Millor ambientació - La reina de la noche – Ángeles Martínez i Eduardo Corona ⭐ - Mujeres insumisas – Teresa Pecanins - Salón México – Carmen Giménez Cacho i Patricia Nava - Sin remitente – Gloria Carrasco                             | Millor vestuari - La reina de la noche – Graciela Mazón ⭐ - Mujeres insumisas – Abel Melo - Salón México – Ana Magis - Sobrenatural – Mariestela Fernández |
| Millor maquillatge - (No atorgat) - Mujeres insumisas – Teresa Patterson - Salón México – Sergio Espinoza - Sobrenatural – Alfredo Tigre Mora i Eduardo Gómez                                                                              | Millors efectes especials - Sobrenatural – Alejandro Vázquez ⭐ - Entre Pancho Villa y una mujer desnuda – Jorge Jara - Sin remitente – Alejandro Vázquez |
| Millor opera prima - El Anzuelo – Ernesto Rimoch ⭐ - Entre Pancho Villa y una mujer desnuda – Isabelle Tardan i Sabina Berman - Sobrenatural – Daniel Gruener                                                                             | Millor curtmetratge de ficció - De tripas, corazón – Antonio Urrutia ⭐ - Félix, como el gato – Gilberto Gazcón Fazi - Un pedazo de noche – Roberto Rochín |
| Millor curtmetratge documental - El Abuelo Cheno y Otras Historias – Juan Carlos Rulfo ⭐ - No Todo es Permanente – Fernando Eimbcke - Planeta Siqueiros – José Ramón Mikelajáuregui                                                       | Millor llargmetratge documental - La línea paterna – José Buil i Maryse Sistach ⭐ - El Pueblo Mexicano Que Camina – Juan Francisco Urrusti - Un Beso a Esta Tierra – Daniel Goldberg |
| Millor migmetratge de ficció - Domingo Siete – Flavio González ⭐ | Ariel d'or - Raúl Lavista ⭐ |
| Medalla Salvador Toscano - Emilio García Riera ⭐ | Reconeixement especial - Columba Domínguez ⭐ |
| Ariel Especial de Plata - Jorge Stahl Jr. ⭐ - Luis Aguilar ⭐ | Diploma honorari - Cineteca Nacional ⭐ - Sindicato de Trabajadores de la Industria Cinematográfica ⭐ |

## Múltiples nominacions i premis
Les següents deu pel·lícules van rebre nominacions múltiples:
| Nominacions | Pel·lícules                            |
| ----------- | -------------------------------------- |
| 16          | Mujeres insumisas                      |
| 14          | Sin remitente                          |
| 12          | La reina de la noche                   |
| 10          | Salón México                           |
| 8           | Dulces compañías                       |
| 8           | El Anzuelo                             |
| 8           | Sobrenatural                           |
| 6           | Entre Pancho Villa y una mujer desnuda |
| 5           | Sucesos distantes                      |
| 4           | La línea paterna                       |

Pel·lícules que han rebut múltiples premis:
| Premis | Pel·lícula           |
| ------ | -------------------- |
| 6      | La reina de la noche |
| 4      | Sin remitente        |
| 3      | La línea paterna     |
| 3      | Sobrenatural         |
| 2      | Dulces compañías     |
| 2      | El anzuelo           |
| 2      | Mujeres insumisas    |